# Norellisoma
Norellisoma is een geslacht van insecten uit de familie van de drekvliegen (Scathophagidae), die tot de orde tweevleugeligen (Diptera) behoort.

## Soorten
- N. alpestre (Schiner, 1864)
- N. armipes (Meigen, 1826)
- N. femorale (Loew, 1864)
- N. lituratum (Wiedemann in Meigen, 1826)
- N. mireki Sifner, 1980
- N. mirusae Sifner, 1974
- N. nervosum (Meigen, 1826)
- N. opacum (Loew, 1864)
- N. seguyi Sifner, 1972
- N. spinimana (Fallen, 1819)
- N. spinimanum (Fallen, 1819)
- N. striolatum (Meigen, 1826)
- N. sylviae Sifner, 1999